# Modèle d'identité de Cass
Le modèle d'identité de Cass est un modèle du développement de l'identité et du coming out et black out gay et lesbien, présenté en 1979 par la psychologue australienne Vivienne Cass. Dans le cadre de ce modèle, la construction de l'identité homosexuelle passe par six étapes successives : la confusion, la comparaison, la tolérance, l'acceptation, la fierté et finalement la synthèse.

## La confusion d’identité
Dans cette première étape, la confusion identitaire, le sujet est perturbé par l’éventualité de son homosexualité. « Suis-je homosexuel ? ». Cette étape commence par la première prise de conscience de sentiments et de pensées homosexuelles et l’attirance pour les personnes du même sexe. Typiquement, le sujet est bouleversé et troublé par cette découverte.
À la question « Qui suis-je ? », les différentes réponses peuvent être l’acceptation, le déni ou le rejet.
Les réactions possibles sont: refuser toutes informations concernant les gays ou lesbiennes, un comportement d’inhibition, le déni de l’homosexualité (“ce n’est qu’une expérience”, “un accident”, “à cause de l’ivresse”, “par curiosité”).
Les besoins possibles peuvent être : d’aller à la découverte d’un jugement personnel positif et négatif. De ressentir l’incertitude quant à son identité personnelle. De savoir que les comportements sexuels existent dans un spectre varié. De recevoir la permission et les encouragements d’explorer son identité sexuelle comme une expérience normale (de même que l’identité professionnelle ou sociale).

## La comparaison d’identité
La deuxième étape est appelée la comparaison d’identité. À cette étape, le sujet accepte la possibilité de son homosexualité et considère les implications plus profondes de cet investissement éventuel. « Peut-être suis-je concerné par cela ? ». Cette aliénation personnelle devient isolation. L’objectif est de faire face à l’aliénation sociale.
Les réactions possibles sont: le sujet peut commencer à faire le deuil de ce qu’il perd ou de ce à quoi il renonce en acceptant son orientation sexuelle (mariage, enfants, ..). Il peut compartimenter sa propre sexualité – accepter une définition homosexuelle de son comportement mais conserver une identité « hétérosexuelle ». Se dire à soi-même, « c’est temporaire », « Je suis amoureux de cet homme / cette femme uniquement » ; etc.
Les besoins possibles peuvent être : il est très important que la personne développe ses propres définitions. Elle aura besoin de documentation sur l’identité sexuelle, des ressources offertes par la communauté gay, lesbienne, d’encouragements à discuter de la perte des attentes d’une vie hétérosexuelle. La personne peut se permettre de conserver une identité « hétérosexuelle » (dans le sens où l’identité n’est pas nécessairement exclusive)

## La tolérance de l’identité
Dans cette troisième étape, la tolérance de l’identité, le sujet vient à comprendre « qu’elle n’est pas la seule »
Le sujet admet qu’il est probablement homosexuel et recherche le contact d’autres homosexuels pour combattre le sentiment d’isolement. La reconnaissance de son homosexualité augmente. L’objectif est de réduire l’aliénation sociale en recherchant le contact d’autres homosexuels.
Les réponses possibles sont : de commencer à acquérir les mots pour discuter et penser à ce sujet. De reconnaître qu’être gay ou lesbienne n’exclut pas d’autres options. D’augmenter la différenciation de soi-même vis-à-vis des hétérosexuels. La recherche de la culture gay ou lesbienne (un contact positif conduit à une meilleure image de soi-même, un contact négatif conduit à une dévaluation de la culture et stoppe la progression). Le sujet peut expérimenter toute une variété de rôles stéréotypés.
Les besoins possibles peuvent être: d’avoir un soutien pour étudier ses propres sentiments de honte dus à l’hétérosexisme aussi bien qu’à l’homophobie internalisée. Recevoir un soutien en trouvant des relations positives avec la communauté gay ou lesbienne. Il est particulièrement important pour le sujet de connaître les ressources offertes par la communauté.

## L’acceptation identitaire
L’étape de l’acceptation identitaire signifie que le sujet s’accepte. “Je vais être ok”. Le sujet attache une connotation positive à son identité gay ou lesbienne et l’accepte plutôt qu’il ne la tolère. Il y a des contacts croissants et continus avec la culture gay et lesbienne. L’objectif est de faire face aux tensions dues au fait de ne plus souscrire aux normes de la société, de tenter de concilier l’image publique et privée de soi-même.
Les réponses possibles peuvent être : acceptation de l’auto-identification gay ou lesbienne. Possibilité de compartimenter sa « vie gay ». Maintien de moins en moins de contact avec la communauté hétérosexuelle. Tentative de s’intégrer et de ne pas faire de vague au sein de la communauté gay ou lesbienne. Commencement de révélation sélective de son identité sexuelle. Plus de coming-out social ; de plus en plus à l’aise avec le fait d’être vu avec des hommes ou des femmes qui sont identifiés en tant que « gay ». Évaluation plus réaliste de la situation.
Les besoins possibles peuvent être : de continuer à explorer le deuil et la perte des attentes d’une vie hétérosexuelle ; de continuer à étudier l’homophobie internalisée (la honte inculquée par une société hétérosexiste). De trouver du soutien dans le fait de décider où, quand et à qui se révéler.

## La fierté identitaire
À l’étape de la fierté identitaire, où parfois le coming-out se produit, la pensée majeure  est « Je dois faire savoir aux gens qui je suis ! ». Le sujet divise le monde entre hétérosexuels et homosexuels, s’immerge dans la culture gay ou lesbienne tout en minimisant les contacts avec les hétérosexuels. Point de vue politique/social en termes de eux/nous. L’objectif est de faire face à la vision incongrue des hétérosexuels.
Les réponses possibles incluent: de diviser le monde entre « gay » (bon) et « hétéros » (méchant). D’expérimenter des coming-outs agités avec des hétérosexuels car on est moins disposé à faire profil bas. D’identifier la culture gay comme source unique de soutien, de n’avoir que des amis, des relations sociales ou professionnelles gay.
Les besoins possibles peuvent être: de recevoir du soutien pour comprendre ces accès de colères, de trouver du soutien pour comprendre les questions de l’hétérosexisme, de développer des aptitudes pour faire face aux réactions et réponses à la révélation de son identité sexuelle et de réprimer une attitude défensive.

## La synthèse de l’identité
La dernière étape du modèle de Cass est la synthèse de l’identité: le sujet intègre son identité sexuelle aux autres aspects de soi et l’orientation sexuelle devient un aspect de soi seulement plutôt que son identité complète.
L’objectif est d’intégrer son identité gay ou lesbienne plutôt que d’être cette identité, qui n’est qu’un aspect de soi.
Les réponses possibles peuvent être: de continuer à être en colère vis-à-vis de l’hétérosexisme, mais avec une moindre intensité, ou de laisser se développer et augmenter la confiance dans les autres. L’identité gay ou lesbienne est intégrée avec les autres aspects de « soi ». Le sujet se sent bien de sortir de la communauté et de ne plus définir l’espace seulement en fonction de l’orientation sexuelle.
Adaptation et traduction depuis : Cass, V. Homosexual Identity Development, 1979. Adaptation par Susan Young, SIUC, 1995